# Liechtenstein en los Juegos Olímpicos de México 1968
Liechtenstein estuvo representado en los Juegos Olímpicos de México 1968 por dos deportistas masculinos que compitieron en atletismo.
El equipo olímpico liechtensteiniano no obtuvo ninguna medalla en estos Juegos.